# Ermita de San Mateo del Bosque
La ermita de Sant Mateo del Bosque (en catalán: ermita de Sant Mateu del Bosc) pertenece al municipio de Premiá de Dalt en la comarca catalana del Maresme, provincia de Barcelona (España). 

## Historia
Las primeras documentaciones de esta ermita están datadas del 993 y de 1025. A partir del siglo XV pasó a ser propiedad del monasterio de Sant Miquel del Fai, con el nombre de San Mateo del Bosqie. En ese mismo siglo se realizaron unas reformas a su estado ruinoso, acortando la nave por la mitad de su longitud; en el siglo XVI se añadieron unos anexos destinados a sus ermitaños.

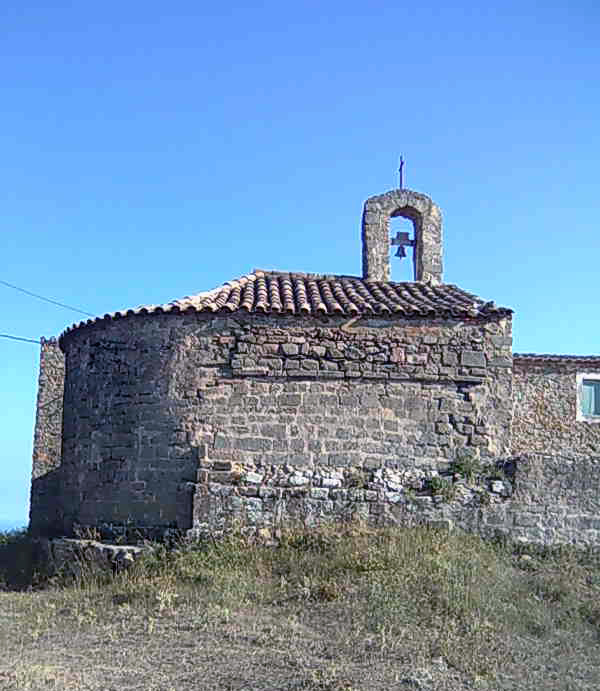
Vista lateral

El edificio es de pequeña dimensión de estilo románico del siglo XI, con una sola nave de bóveda de cañón y un ábside semicircular con una ventana en su centro; la espadaña posiblemente reconstruida en las obras de 1498, se realizó en sentido longitudinal sobre la intersección central del tejado, para que tuviera una firme sujeción, quedando de esta manera perpendicular a la fachada.